# Zuid-Nederlandsche Melasse-Spiritusfabriek
De Zuid-Nederlandsche Melasse-Spiritusfabriek was een fabriek in Bergen op Zoom die alcohol vervaardigde uit melasse, een restproduct van de suikerindustrie. Deze alcohol of spiritus werd voor industriële doeleinden en als brandstof gebruikt. Het bedrijf heeft bestaan van 1899 - 2010 en vanuit dit bedrijf is het Nedalco-concern voortgekomen.

## Geschiedenis
Het bedrijf werd opgericht in 1899. Vanaf 1905 werd de spoeling, een bijproduct, gebruikt voor de winning van kalizouten en soda. Later was dit proces, vanwege het hoge energiegebruik, niet meer rendabel.
In 1938 werd een 75 meter hoge schoorsteen gebouwd, die tegenwoordig nog aanwezig is als industrieel monument.
In 1968 werd een fabriek te Delfzijl opgestart aan de Melasseweg te Farmsum, deze ging in 1993 over op graanalcohol.
In 1983 werd de naam van het bedrijf veranderd in Nedalco B.V. (Een combinatie van Nederland en Alcohol). Dit bedrijf expandeerde via overname en uitbreiding in Italië, Duitsland, en Verenigd Koninkrijk.
In 1998 werd ook in Bergen op Zoom overgegaan op de productie van alcohol uit graan.
In 1999 verkreeg Nedalco het predicaat: "Koninklijke" en werd Royal Nedalco.
Het bedrijf was deels in handen van het suikerconcern CSM. In december 2004 nam Royal Cosun het 39%-belang van CSM in Nedalco over en werd enige eigenaar. Cosun betaalde 24,5 miljoen euro voor het belang aan CSM. In dat jaar behaalde Nedalco een omzet van circa 75 miljoen euro en had ruim 100 medewerkers in dienst.
In 2005 werd een fabriek geopend te Sas van Gent. Deze fabriek is gunstiger gelegen, namelijk nabij de Cargill zetmeelfabriek Sas van Gent, die de grondstoffen levert.
Begin 2009 kondigde Nedalco aan het resterende 50%-belang in het Duitse bedrijf Brüggemann Alcohol over te nemen. Met een jaarlijkse omzet van 600.000 hectoliter per jaar heeft deze een sterke positie op de Duitse ethanolmarkt. In hetzelfde jaar kampte Nedalco met een sterke terugval in de vraag naar alcohol als gevolg van de economische recessie. De productie in Bergen op Zoom werd deels stilgelegd om hoge voorraden te vermijden. Verder werd een eenmalige last genomen ten laste van het resultaat vanwege de aangekondigde sluiting van deze fabriek in 2010. Deze fabriek verwerkte een deel van de melasse van de Nederlandse suikerfabrieken. De sluiting maakt een einde aan een lange periode van samenwerking tussen de suikerindustrie en Nedalco. De twee andere fabrieken van Nedalco in Sas van Gent en Manchester (Verenigd Koninkrijk) verwerken uitsluitend zetmeel dat afkomstig is van de verwerking van tarwe.
In 2009 behaalde Cosun een omzet van EUR 116,6 miljoen, of 6,7% van de totale concernomzet, met de verkoop van alcohol en bio-ethanol.
Op 1 februari 2011 maakte Cosun bekend een overeenkomst met het Amerikaanse concern Cargill te hebben gesloten met betrekking tot de verkoop van een groot deel van Nedalco. Verkocht worden het hoofdkantoor in Bergen op Zoom, de fabrieken in Sas van Gent, Manchester en Heilbronn (Duitsland). Deze drie productievestigingen produceren per jaar bijna 1,4 miljoen hectoliter drinkbare en industriële alcohol. Er werken ongeveer 100 personen. De technische ontwikkelingsactiviteiten van Nedalco maken geen deel uit van deze voorgenomen verkoop

## Producten
Bij de bereiding van alcohol uit melasse en granen komt foezelolie en spoeling vrij. De foezelolie bestaat uit een mengsel van hogere alcoholen die door middel van rectificatie kunnen worden gewonnen. De spoeling kan gebruikt worden als veevoer, maar er kan ook potas, soda, kaliumsulfaat en kaliumchloride uit worden gewonnen. In 1912 bestond het productenpakket uit: ruwe,-, zuivere- en brandspiritus, foezelolie, amyl-, propyl-, en isobutylalcohol, alsmede potas.
De alcohol wordt toegepast in gedestilleerde dranken en als toevoeging in verschillende voedingsmiddelen. Alcohol wordt in de non-foodsector gebruikt in cosmetica, parfum, medicijnen en industrieel in coatings en drukinkten, en als ontsmettingsmiddel. Bij- en restproducten zoals vinasse en tarwegistconcentraat worden verkocht aan de veevoedersector.
In toenemende mate wordt tegenwoordig ook bio-ethanol geproduceerd uit speciaal voor dit doel geteeld suikerriet, suikerbiet, mais en graan.